# Прилук (Пінезький район)
Прилук (рос. Прилук) — присілок в Пінезькому районі Архангельської області Російської Федерації.
Населення становить 22 особи. Входить до складу муніципального утворення Сурське муніципальне утворення.

## Історія
Від 1937 року належить до Архангельської області.
Орган місцевого самоврядування від 2004 року — Сурське муніципальне утворення.

## Населення
| 2002 | 2010 | 2012 |
| ---- | ---- | ---- |
| 35   | ↘22  | →22  |